# 黃健靈
黃健靈，SBS（1941年1月12日—，香港醫生，擅長食道癌手術。畢業於香港大學醫學院，其後擔任該學院外科系主任，曾經涉及數宗案件。

## 背景
黃健靈在1941年1月12日生於香港，已入籍澳洲。他早年就讀拔萃男書院，後負笈悉尼Knox Grammar School，畢業於1964年至1971年間於悉尼大學取得醫學學士（一級榮譽）及醫學博士學位（1971年）。隨後自1974年起於悉尼大學擔任外科學系講師，1975年回到香港，於香港大學任外科系講師，繼而於1976年升為高級講師，1979年成為該系教授及系主任。